# 角膜移植
角膜移植是一种外科手术，其中患者受损的角膜被由他人捐贈的角膜組織替换。角膜組織捐贈者基本上為剛剛去世之人。角膜移植由眼科医生實施。 角膜移植一般是最後的手段，只有當病人服用了药物以及接受了其他手術後依舊無法治愈時才會實施角膜移植。截至2021年，角膜移植成功率为41%。